# Preston, Northumberland
Preston är en ort i civil parish Ellingham, i grevskapet Northumberland i England. Orten är belägen 12 km från Alnwick. Preston var en civil parish 1866–1955 när det uppgick i Ellingham. Civil parish hade 41 invånare år 1951.